# 島津義久
島津義久（1533年3月4日—1611年3月5日）是日本戰國時代的薩摩國的大名，島津家第十六代當主。父親是島津貴久，幼名虎壽丸。與龍造寺隆信、大友宗麟分庭抗禮，形成三足鼎立的局勢。

## 生涯
義久是島津貴久長男，出生於薩摩國伊作龜丸城，幼名為虎壽丸，通稱又三郎。祖父島津忠良對於這些子孫的評價為：「義久具備三州（薩摩・大隅・日向）總大將的才德、義弘則具備雄武英略的傑出將領、歳久善於利害觀察並智計百出、家久則富於軍法戰術」，可見對於義久的期待深厚。元服後名為忠良，受將軍足利義輝賜予偏諱，改名義辰，最後改名為義久。
第一位正室夫人是祖父忠良的女兒（姑母），在她死後再娶種子島時堯之女兒为繼室。

### 三州統一
初戰為跟隨父親平定薩摩、大隅的蒲生氏、祁答院氏、入來院氏及菱刈氏等國人眾，初陣為進攻岩劍城之戰。弘治3年（1557年）蒲生氏降伏，永祿12年（1569年）將相良氏及菱刈氏自大口驅逐，翌年元龜元年（1570年）東鄉氏、入來院氏降伏，終於完成薩摩的統一。這段期間，永祿9年（1566年）父親岛津贵久隱居，义久繼承家督，是島津家第十六代當主。
這個時候，由於薩隅日肥等4國的接壤要衝真幸院地區的歸屬權爭議，與日向的伊東義祐的矛盾日趨激烈。元龜3年（1572年）5月，伊東義祐指派了弟弟祐安為總大將，率領伊東祐信（新次郎）、伊東又次郎、伊東祐青（修理亮）及派遣3000多兵力进攻島津领地。義久的弟弟義弘自飯野城帶領不到300人迎敌，並在木崎原設下伏兵，引诱敌人进入包围圈，斩殺伊東軍總大將伊东祐安，斬殺將領伊東祐信、伊東又次郎及士兵五百余人。這場木崎原之戰被认为是九州版的桶狹間。自此之後，伊東氏陷入衰退，伊東義祐依賴豐後的大友宗麟。這為島津氏统一三州（薩摩、大隅和日向三國）打下了基础。
之後，島津家致力於大隅國的統一，天正元年（1573年）禰寢氏、翌年肝付氏及伊地知氏歸順，順利完成大隅的統一事業。島津趁勢進攻日向國，天正4年（1576年）攻略伊東氏的高原城，「惣四十八城」等伊東方的支城主紛紛背叛離反，伊東氏勢力大幅衰退。

### 耳川之戰
在义久强大的攻势下，伊東義祐不得不向大友宗麟求助。1578年10月，宗麟因事滞留在務志賀（延岡市無鹿），由田原親賢為大將，田北鎮周、角隈石宗為副將的43000大軍進入日向國進攻島津家。大友軍包围了佐土原地區的島津家久与高城的山田有信。義久率領3000多人出擊，在高城川與對岸的大友軍對峙。大友軍因為缺少了宗麟坐阵，将领之间发生不和。11月，大友軍将领田北鎮周擅自进攻島津軍，佐伯宗天繼而跟隨進攻，但雜亂無章的攻擊使得島津軍有机可乘，義久以「釣野伏」的战术，击败田北镇周，佐伯宗天、吉弘鎮信、齋藤鎮實及軍師角隈石宗後過河，以伏兵攻擊混乱中的大友軍，大友軍惨败，傷亡无数。
天正9年（1581年）球磨的相良氏降伏、歸順。

### 沖田畷之戰
肥前的大名龍造寺隆信勢力由于大友家的衰退而逐漸增強。受到壓迫的有馬晴信因而不得不向島津氏請求援軍。島津軍於天正10年（1582年）進攻龍造寺方的千千石城，順利討取300人。此時，晴信向島津家送出人質以表降伏。翌年，有馬氏的親戚安德城主安德純俊背叛龍造寺氏，島津軍於八代地區待機，由新納忠堯、川上忠堅率1,000餘人為援軍進入安徳城，並進攻深江城。岛津義久在1584年派遣岛津家久作为總大將自肥後國的水俣出陣，前往島原，聯合有馬軍共计5000多人大败超过25000人（一说60000人）的龍造寺軍。是役，隆信戰死。自此，龍造寺氏一蹶不振，最终臣服于島津氏麾下。

### 統一九州的夢想
此时九州的大名大部份歸屬於島津旗下，包括肥後國隈部親永、親泰父子、筑前國秋月種實等人紛紛降於島津氏。天正13年（1585年），以義弘為總大將，率島津軍進攻肥後國的阿蘇惟光（阿蘇合戰），自此完全平定肥後國，並以義弘為肥後守護代。九州只剩下大友氏仍在顽强抵抗。此时，豐臣秀吉向九州大名发出交涉書信，命令九州各势力停止戰爭，服从丰臣政权领导（「惣無事令」）。在島津家中对未来的发展出现了争论与疑虑，为解决问题，義久於是向大友氏所領的筑前发起进攻。天正14年（1586年）7月，義久於八代設置本陣，作為進攻筑前的指揮，並由島津忠長、伊集院忠棟為大將，率2萬餘兵進攻大友方筑後國的筑紫廣門。由於島津軍的猛攻，廣門在秋月種實的仲介下開城門投降。有鑑於此，筑後的原田信種、星野鎮種、草野家清等人，以及肥前的龍造寺政家率3,000餘騎、豐後的城井友綱及長野惟冬等3,000餘騎，紛紛投入戰爭。
此時，筑前、筑後僅剩高橋紹運守備的岩屋城、立花宗茂守備的立花城，以及高橋統増守備的寶滿山城。1586年，島津軍攻陷高橋紹運守備的岩屋城，但此役島津家也傷亡慘重，後來雖然攻陷寶滿山城，但放棄了進攻立花城，豐後侵攻的方針大幅調整。島津軍於撤退之際，立花宗茂率兵追擊，逐一將高鳥居城、岩屋城及寶滿山城奪還。
義久命令義弘向肥後攻擊，在日向方面由家久擔當大將向豐後進攻。不過義弘在攻略志賀親次守備的岡城，及直入郡的眾城時耽误了時間，同时家久的部隊雖擊殺了大友方利光宗魚，但殘餘部隊仍堅守鶴賀城頑抗。之後，大友軍的援軍——由监军仙石秀久及長宗我部元親、長宗我部信親及十河存保率領的6,000人豐臣聯合軍先头部队在九州登陸，但岛津家久使出釣野伏戰術，在戶次川之戰大败豐臣聯合軍，長宗我部信親及十河存保陣亡。
此戰後，鶴賀城向家久降伏。大友義統不戰而逃，向北朝豐前國境附近的高崎山城逃離，家久攻陷鏡城及小岳城後，繼續北上攻陷府内城，進而包圍大友宗麟守備的臼杵城。

### 對抗豐臣秀吉
1587年，豐臣秀吉派豐臣秀長率領毛利、小早川、宇喜多等10萬餘大軍，在豐前登陸，經由日向國向薩摩進軍，豐臣秀吉隨後自率10萬餘軍隊，自小倉登陸，由肥後國向薩摩進軍。此時，豐前・豐後・筑前・筑後・肥前・肥後諸大名及國人眾紛紛降於豐臣方。秀長包圍山田有信率1,500餘人據守的高城。後來，秀長隔著高城川在根白坂設置陣地，等待島津的援軍來到。島津援軍由義弘及家久率2萬餘人進攻根白坂，但犧牲慘重而敗退回薩摩（根白坂之戰）。
出水城主島津忠辰不戰而降，伊集院忠棟自願成為人質向秀長降伏，家久也開城降伏，由於島津軍不敌，義久臣服于丰臣家。義久不久回到鹿兒島後剃髮出家，改名龍伯，由伊集院忠棟陪同前往川内的泰平寺向秀吉降伏，家督交由義弘繼承。但義弘、歲久、新納忠元及北鄉時久等人仍然持續抵抗。最後由高野山的木食應其促成，並傳達義久降伏之命，最後僅剩歲久不服。島津氏保住了薩摩与大隅兩國的領地。其中義久保住薩摩領地，義弘保住大隅領地。 
不久，秀吉向朝鮮出兵，也命令諸大名出兵。但島津家對秀吉的命令十分反對，重臣梅北國兼在前往名護屋途中，於肥後國造反（梅北一揆），秀吉見狀，要求島津氏將不服從者代表--歲久的首級交出，義久於是命令歲久自殺。

### 豐臣政權之下

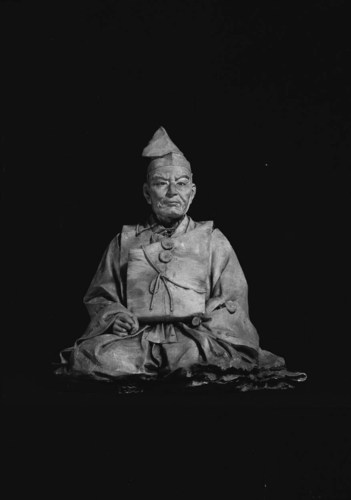
島津義久像（東京藝術大學美術館藏）

桃山时期，其弟義弘掌握了島津家的軍事權；但是領地內實權仍然由義久所控制，即所谓的「雙殿體制」。因為義久沒有兒子，所以將自己的三女龜壽嫁給義弘的三男忠恒。並以忠恒為婿養子，指定忠恒為繼承人。然而義久、義弘兄弟兩人的關係却非常惡劣；這種惡劣的關係也是雙殿體制的後遺症，畢竟兩個智勇俱優的人，即使是兄弟親族，也會各有想獨霸一方的心態。
龜壽與忠恒的關係也由於兄弟二人的關係而惡化。由於忠恒與龜壽之間無子，義久便提議讓外孫島津久信為繼承人，遭到義弘和忠恒的強烈反對，最終失敗。而義久对義弘和忠恒所提出的进攻琉球计畫，表示了強烈的反對。不過最終三方慶長十四年（1609年）派出了聯合征討軍攻打琉球，義久的屬下平田增宗擔任副大將。然而慶長十五年（1610年），平田增宗卻在島津氏內部的爭權中被指為圖謀不軌，島津忠恆派遣押川公近埋伏於土瀨戶越（今鹿兒島縣鹿兒島市入來峠附近），用鐵銃將平田增宗暗殺。平田增宗在島津氏內部鬥爭中被殺時，薩摩藩轄境內遂有了龍伯公（義久）與惟新公（義弘）、中納言公（忠恒）關係疏遠，世間不穩的說法。（龍伯様、惟新様、中納言様が疎遠になられ、召し使う侍も三方に別れ、世上に不穏な噂が流れて）
1611年，义久在國分舞鶴城病逝，享年79歲。

## 辭世之句
|  |  |  |

## 人物
- 在这个战乱時代中，并沒有留下義久本人的畫像，因而他的容貌到現時仍然不明。但在鹿兒島縣薩摩川內市中的泰平寺有後世所製作的義久降伏的銅像。

- 義久自幼便擁有大人物的性格，祖父島津忠良評價義久擁有「三州總大將之材德」。（義久は三州の総大将たるの材徳自ら備わり）

- 義久本人智勇非常，相传從細川幽齋处学习古今文化，并与關白近衛前久有着深厚关系，被傳言是一個文化教養出众的武家。

## 系譜
对于島津氏的初代忠久是被稱源賴朝的長庶子（私生子）的说法，現在已被否定。（忠久被賴朝任命担任薩摩大隅日向守護，因此島津氏的祖先被认为是忠久。）

## 家臣
| - 島津義弘 - 島津以久 - 島津久保 - 島津忠恒 - 島津歲久 - 島津忠鄰 - 島津家久 - 島津豐久 - 島津征久 - 島津彰久 | - 島津忠長 - 伊集院忠棟 - 伊集院忠真 - 上井覺兼 - 新納忠元 - 新納忠堯 - 新納忠增 - 新納久時 - 北鄉忠虎 - 許儀後 | - 川上久隅 - 平田宗茂 - 平田光宗 - 猿渡信光 - 喜入季久 - 伊集院久治 - 本田親貞 - 樺山久高 - 梅北國兼 | - 山田有信 - 山田有榮 - 穎娃久虎 - 鎌田政年 - 鎌田政廣 - 上原尚近 - 吉利忠澄 - 伊集院忠朗 - 伊集院忠倉 | - 桂忠詮 - 北鄉時久 - 川上忠克 - 川上久朗 - 種子島惠時 - 種子島時堯 - 種子島久時 - 瀨戶口重治 - 東鄉重位 |

## 墓所
鹿兒島市內的福昌寺跡雲集了歷代島津家當主共的寶筐印塔。他地方有霧島市國分的三重石塔，京都市的今熊野觀音寺的逆修塔，高野山悖有供養塔。

## 官職履歷
- 1564年（永祿7年）：從五位下修理大夫
- 1581年（天正9年）：從四位下
- 1612年（大正4年）贈從三位。